# Malá Domaša
Malá Domaša je obec na Slovensku v okrese Vranov nad Topľou v Prešovském kraji ležící 4 km jižně od přehrady Veľká Domaša. Žije zde 639 obyvatel.
První písemná zmínka o obci je z roku 1171. V obci je římskokatolický jednolodní barokní kostel Nanebevzetí Panny Marie z roku 1724.